# أساطير هنغارية

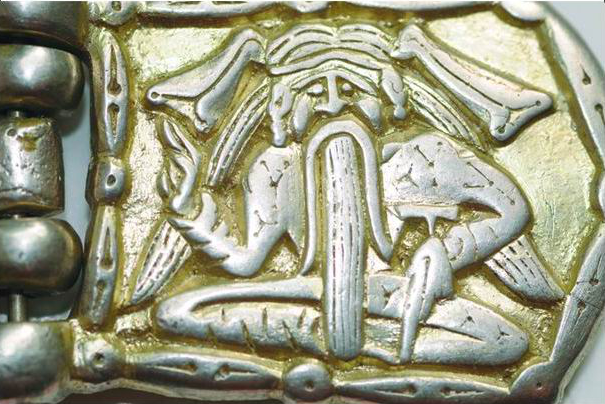
عروة معدنية من القرن التاسع تم الكشف عنها في أوكرانيا.

تشمل الميثولوجيا الهنغارية الأساطير والخرافات والحكايات الشعبية والقصص الخيالية وآلهة الهنغاريين، المعروفين أيضًا باسم المجريين.